# Culver's
Culver Franchising System, LLC, conhecida como Culver's, é uma rede americana de restaurantes fast-casual. A empresa foi fundada em 1984 por George, Ruth, Craig e Lea Culver. A primeira unidade foi inaugurada em Sauk City, Wisconsin, em 18 de julho de 1984, com o nome “Culver's Frozen Custard and ButterBurgers”. A empresa de capital fechado tem sede em Prairie du Sac, Wisconsin. A rede opera principalmente no centro-oeste dos Estados Unidos e tem um total de 965 restaurantes em 26 estados em julho de 2024.

## História
O primeiro Culver's foi aberto em Sauk City, Wisconsin, em 1984, por George e Ruth Culver, seu filho Craig e sua esposa Lea. O conceito familiar dos restaurantes Culver's foi bem recebido e se tornou cada vez mais popular. Em 1993, havia apenas 13 outras filiais da Culver's. Mas em 1995, a Culver's começou a ultrapassar as fronteiras estaduais, abrindo lojas em Illinois e Minnesota. Em 2023, a Culver's tinha 949 lojas em 26 estados dos Estados Unidos, sendo que Wisconsin representava a maior parte, com 149 locais. A maioria das lojas é baseada no princípio de franquia.

## Cardápio

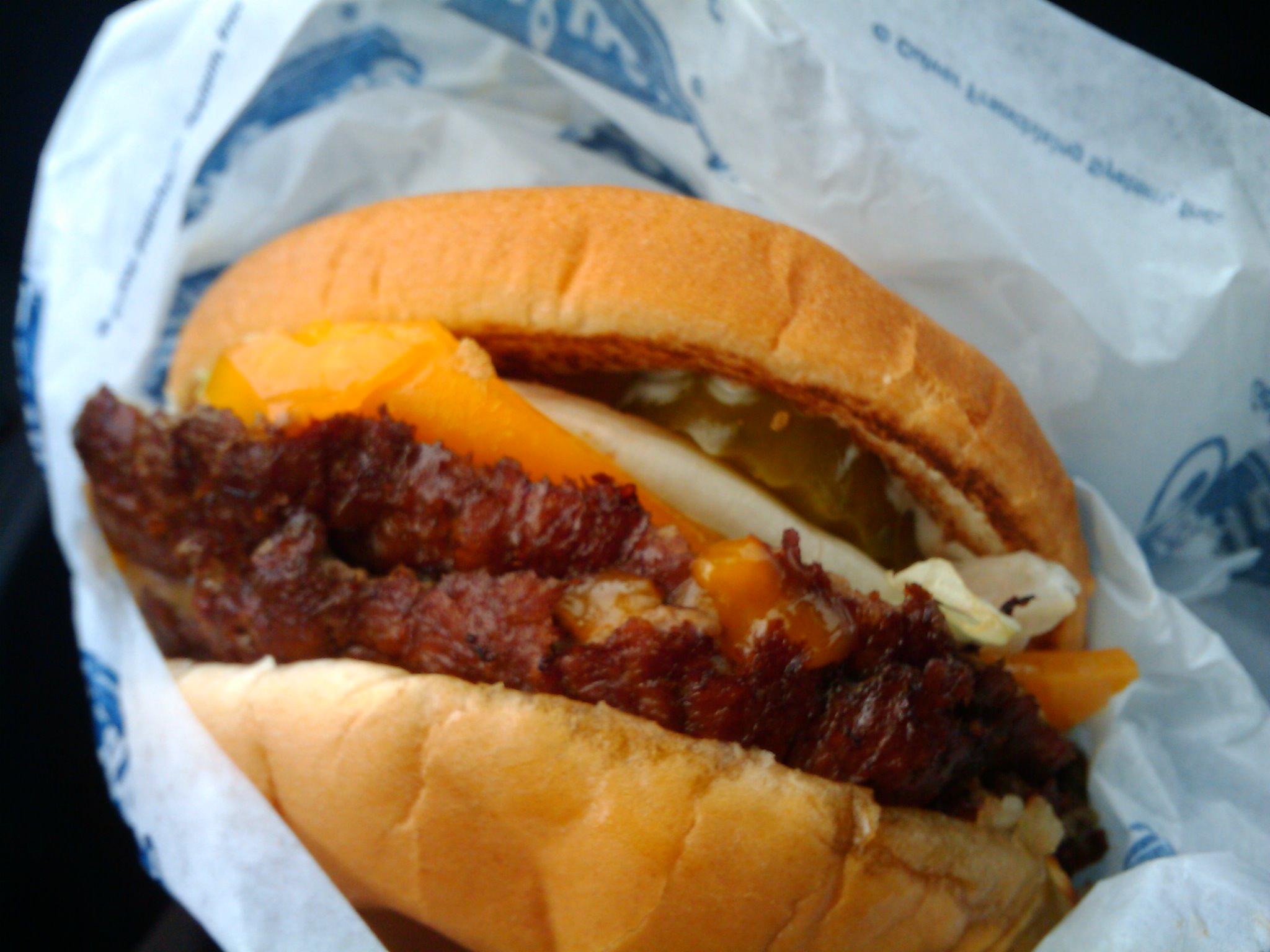
Culver's Double ButterBurger com Cheddar

O cardápio do Culver's inclui hambúrgueres de manteiga, sanduíches de frango, peixe, saladas, batatas fritas e queijo coalho. Para a sobremesa, o restaurante oferece seu creme de leite congelado, servido em um prato, cone ou misturado em um misturador de concreto ou shake.
Em 15 de outubro de 2021, em comemoração ao Dia Nacional do Queijo Coalho, o Culver's vendeu um produto por tempo limitado: o CurderBurger, que consiste em um grande queijo coalho em cima de um hambúrguer. Em 1º de abril, o Culver's lançou uma piada do Dia da Mentira mostrando um queijo coalho em um pão de hambúrguer, chamando-a de CurderBurger. Logo após a postagem, foi criada uma petição no site Change.org para tornar o hambúrguer uma realidade, reunindo mais de 600 assinaturas. Cada local recebeu apenas um número limitado de hambúrgueres de queijo coalho, e todos os restaurantes de Madison, Wisconsin, esgotaram antes do meio-dia.

## Patrocínios
A Culver's patrocina equipes esportivas, incluindo a Wisconsin Intercollegiate Athletic Conference, Wisconsin Badgers, Minnesota Golden Gophers, Madison Mallards, Green Bay Packers, American Family Insurance Championship, Culver's Cup Hockey Tournament, Jeff Trickey QB Camps, Isthmus Bowl e Wisconsin Junior Boys & Girls Golf Championships. A Culver's também patrocina o campeonato de beisebol WIAC.

## Mascote oficial
O mascote oficial da Culver's é um cone de creme antropomórfico chamado Scoopie, que aparece em vários anúncios, eventos comunitários e campanhas de arrecadação de fundos. Ao longo do caminho, três novos personagens foram adicionados: Curdis the Curd, Goldie the Curd e Sundae the turtle.